# Киселева балка
Киселева балка (Балка Киселева, (укр. Кисільова балка) — балка в Луганской области Украины. Выходит справа к реке Деркул. Находится между сёлами Чугинка и Красный Деркул Станично-Луганского района. Длина балки — 2,5 км. Ширина достигает 1,5 км. Охраняется как часть заповедного урочища площадью 154 га. Заповедное урочище организовано в 1982 году решением Ворошиловградского совета народных депутатов. Место почитается православными.

## Флора
Покрыта дубово-ясеневым лесом с присутствием липы сердцевидной, клёна полевого, берёзы бородавчатой. Возраст дубрав достигает 100 лет. Подлесок состоит из клёна татарского, жостера слабительного, бересклетов бородавчатого и Черняева, боярышника обманчивого, шиповника.
На охраняемой территории отмечено обитание около 300 видов растений, из которых 112 видов — лекарственных.

## Родники
Дебит родников в балке — около 40 м³/сут. Вода сходна с ижевскими минеральными водами, содержит медь и серебро.

## Религия
По народному преданию, первое исцеление в Киселевой балке произошло у слепорождённого мальчика в 1720 году.
В начале 1920-х годов, как говорится в другом народном предании, у дерева «Пяти братьев» возле источника явилась Божья Матерь, после чего на этом месте немощные стали получать исцеление.
В мае 1924 года весть о чудесах в Киселевой балке облетела всю округу, и сюда начали сходиться верующие из Луганска, а также из окрестных населённых пунктов. Паломничество было прекращено в 1930-е гг. и опять возродилось в период немецкой оккупации после того, как вновь облетела весть о видении красноармейцами Богородицы.
После войны богомольцы приходили к источнику по одному или небольшими группами по 10-30 человек. 20 сентября, в канун праздника Рождества Богородицы, в этот край сходились около двух тысяч паломников из разных населённых пунктов Ворошиловградской и Ростовской областей. Со второй половины 1950-х гг. массового паломничества в Киселеву балку не наблюдалось.

Паломничество возродились в 90-е гг. XX в., а 22 ноября 1999 г. был основан приход. В 2001 году началось сооружение каменного храма во имя Благовещения Богородицы.  Основные строительные работы завершены к 2010 году.
- Стротельство храма Благовещения Богородицы
- Святой источник